# والتر راسيل هال
والتر راسيل هال (بالإنجليزية: Walter Russell Hall)‏ هو شخصية أعمال أسترالي، ولد في 22 فبراير 1831 في Kington, Herefordshire ‏ في المملكة المتحدة، وتوفي في 13 أكتوبر 1911.